# Lithostege giacomellii
Lithostege giacomellii là một loài bướm đêm trong họ Geometridae.